# Raión de Kushchóvskaya
El raión de Kushchóvskaya (del ruso: Кущёвский район) es uno de los treinta y siete raiones en los que se divide el krai de Krasnodar, en Rusia. Está situado en el área septentrional del krai. Limita al sur con el raión de Krýlovskaya y el raión de Leningrádskaya, al oeste con el raión de Starominskaya del krai de Krasnodar y el raión de Azov del óblast de Rostov, al norte con el anterior raión y el raión de Kagalnitskaya y al este con el raión de Zernograd del óblast. Tenía una superficie de 2 372 km² y 70 689 habitantes en 2010. Su centro administrativo es Kushchóvskaya.
El relieve llano del raión ocupa la parte septentrional de las llanuras de Kubán-Priazov. El raión es surcado por las aguas de los ríos Yeya, Kugo-Yeya, Mókraya Chuburka, Elbuzd, Rososh y Sosyka.

## Historia
El raión fue establecido el 2 de junio de 1924 en la composición del ókrug del Don del krai del Sudeste sobre el antiguo territorio del otdel de Yeisk del óblast de Kubán-Mar Negro. Inicialmente lo formaron diecisiete selsovets: Alekséyevski, Bolshekozinski, Glebovski, Gudkovo-Limanovski, Ivano-Sliusariovski, Ilinski, Kisliakovski, Krasnoselski, Kugoyevski, Kushchovski, Mijáilovski, Novopashkovski, Novoserguíyevski, Podkushevski, Poltavchenski y Shkurinski. El 16 de noviembre de ese año pasó a formar parte del krai del Cáucaso Norte y el 10 de enero de 1934 del krai de Azov-Mar Negro. 
El 31 de diciembre de ese año fue descentralizado, surgiendo de parte de su territorio el raión de Krýlovskaya, con centro en Ekaterínovskaya, y el raión de Shteingart con centro en Shkurinskaya. El 13 de septiembre de 1937 entra en la composición del krai de Krasnodar. El 22 de agosto de 1953 el territorio del raión de Shteingart es reintegrado en el raión. En 2005 se decidió la división en doce municipios.

## Demografía
| Año  | Población |
| ---- | --------- |
| 1959 | 62 749    |
| 1970 | 81 883    |
| 1979 | 69 442    |
| 1989 | 66 238    |
| 2002 | 70 513    |
| 2009 | 70 649    |
| 2010 | 70 689    |

## División administrativa
El raión está dividido en doce municipios de tipo rural, que engloban 74 localidades:
| Municipios de tipo rural           | Poblaciones* |
| ---------------------------------- | --- |
| Municipio rural Kushchóvskoye      | - stanitsa Kushchóvskaya - jútor Vorovskogo - jútor Vostochni - jútor Kartushina Balka - jútor Lopatina - jútor Bolshaya Lopatina - posiólok Mirni - seló Novoivanovskoye - posiólok Rovni - posiólok Sadovi - posiólok Séverni - seló Stepnoye |
| Municipio rural Glebovskoye        | - jútor Glebovka - seló Brátskoye - jútor Nizhneglebovka |
| Municipio rural Ilinskoye          | - seló Ilínskoye - jútor Novobataiski - jútor Osenni |
| Municipio rural Kisliakovskoye     | - stanitsa Kisliakovskaya - posiólok Kisliakovka |
| Municipio rural Krasnopolianskoye  | - jútor Krásnaya Poliana - jútor Blagopoluchnenski - jútor Kalíninski |
| Municipio rural Krasnoselskoye     | - seló Krásnoye - jútor Tsukerova Balka - jútor Vódnaya Balka - jútor Zviozdochka - jútor Krásnoye |
| Municipio rural Razdolnenskoye     | - seló Razdolnoye - seló Alekséyevskoye - seló Aleksándrovka - jútor Vódnaya Balka - jútor Goslesolitomnik - jútor Zeliónaya Roshcha - seló Ivano-Sliusarióvskoye - jútor Obiezdnaya Balka - jútor Poltavski - jútor Semiónovka                 |
| Municipio rural Novomijáilovskoye  | - seló Novomijáilovskoye - posiólok Komunar - jútor Fedorianka - jútor Chekunovka |
| Municipio rural Pervomaiskoye      | - posiólok Pervomaiski - jútor Znamia Komunizma - posiólok Komsomolski - posiólok Krásnaya Zariá - posiólok Kubanets - posiólok Oktiabrski - jútor Proletarski - posiólok Zavety Ilichá                                                         |
| Municipio rural Poltavchenskoye    | - seló Poltavchenskoye - jútor Krásnaya Slobodka - jútor Krutoyarski - jútor Serebrianka |
| Municipio rural Srednechuburkskoye | - jútor Sredniye Chuburki - jútor Vodianski - jútor Isayevski - jútor Krasni - jútor Maiski - jútor Novovysochenski - jútor Novostepnianski - jútor Novi Urozhai - jútor Taurup Pervi - jútor Taurup Vtorói - seló Tavricheskoye                |
| Municipio rural Shkurinskoye       | - stanitsa Shkurinskaya - jútor Gudko-Limanski - posiólok Zavodskói - jútor Krasni - jútor Nardeguin - posiólok Náberezhni - jútor Pervomaiski - jútor Pioner - jútor Podshkurinski                                                             |

*Los centros administrativos están resaltados en negrita.

## Economía y transporte
Se cultivan 2 154 km² de los 2 372 km² del raión. La mayor parte de la población está ocupada en la agricultura, en la esfera del mercado de la alimentación, en la industria procesadora de alimentos, en la construcción y en la esfera del pequeño negocio.
El distrito es atravesado de norte a sur por el ferrocarril del Cáucaso Norte y la carretera federal M4 Don Moscú-Novorosíisk.